# 喬夫·歐葛維
喬夫·歐葛維（Geoff Ogilvy，1977年6月11日—）是一位澳洲職業高爾夫球選手。出生在澳洲的阿德雷得。現在居住在美國亞利桑那州斯科茨代爾。他擁有一個大滿貫賽事的冠軍頭銜（2006年美國公開賽）。

## 外部連結
- PGA巡迴賽網站上的介紹